# Santuario della Madonna dei Miracoli (Casalbordino)
La basilica santuario di Santa Maria dei Miracoli (o della Madonna dei Miracoli) è sita in località Miracoli, nel comune di Casalbordino, paese della provincia di Chieti. È meta di un pellegrinaggio (dal 9 all'11 giugno) che il poeta abruzzese Gabriele D'Annunzio immortalò ne Il trionfo della morte.

## Storia

### La primitiva cappella e il santuario del 1824
Le origini della chiesa risalgono all'apparizione mariana che avrebbe avuto nel 1576 il contadino Alessandro Muzio, dopo una terribile tempesta. Dopo di ciò, ben presto si sviluppò una devozione popolare verso questa apparizione, e nel luogo, in un vasto campo a nord di Casalbordino, venne costruita la prima cappella, ampliata nel 1614, conservando l'altare originale, con l'affresco della Vergine dei Miracoli col Muzio inginocchiato. Il verificarsi di vari avvenimenti portentosi ben presto portò la popolazione a invocare l'intercessione della "Madonna di Casalbordino" per ottenere miracoli. La stessa località Pian del Lago con la cappella divenne "Madonna dei Miracoli", e la devozione si sparse non solo nel circondario vastese, ma in tutto l'Abruzzo.
Le autorità decisero di costruire un tempio maggiore per accogliere i pellegrini, progettato nel 1824 dall'architetto Torresi, che concepì l'edificio con la pianta a croce greca e mattoni a vista senza intonacatura; l'altare maggiore della Madonna tuttavia rimase sempre lo stesso con l'affresco, e venne rivestito in muratura. Questa chiesa, dotata di una piccola cupola ottagonale, è quella che si vede in fotografie storiche del primo Novecento, e anche in un filmato dei primi anni Venti prodotto dalla Teatina Film, e ovviamente fu quella visitata dal poeta Gabriele D'Annunzio nel 1889, che la descrisse in alcune lettere a Barbara Leoni, e nel romanzo Trionfo della morte (1894).
L'affresco cinquecentesco della Madonna dei Miracoli subì dei danni nell'Ottocento per l'invecchiamento e il fumo delle candele, i restauri modificarono in parte l'immagine originaria, mentre nascevano delle contraffazioni dell'icona votiva. Nel 1880 monsignor Ruffo Scilla, fece staccare l'affresco e lo fece riportare su tela, realizzando un nuovo altare ligneo; e alle soglie del nuovo secolo si pensò di "incoronare" l'effigie della Vergine per la grande devozione popolare.

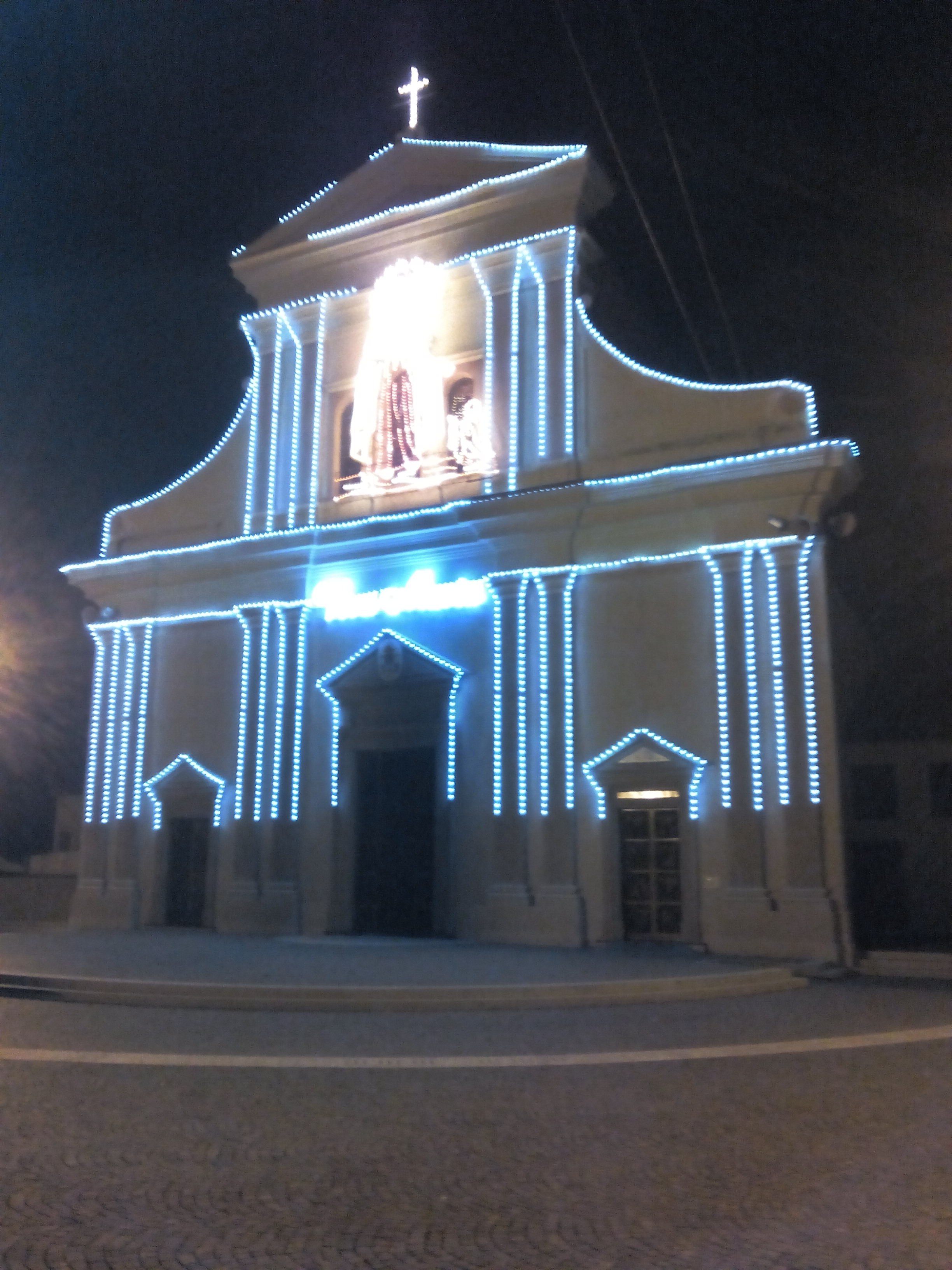
La facciata di notte

L'idea venne al monaco benedettino Dom Idelfonso Tiberio di Casalbordino nel 1878, si ottenne l'accordo nel Capitolo Vaticano il 2 giugno 1897, la corona fu commissionata alla ditta Tanfani di Roma, specializzata per le corone pontificie. L'11 giugno 1899 monsignor Cocchia, arcivescovo di Chieti, alla presenza di monsignor Zimarino, di Giuseppe Morticelli, vescovo di Penne e al vescovo di Larino Monsignor D'Imilia, incoronò l'effigie della Madonna tra gli applausi della folla; si stima fossero presenti 200.000 pellegrini.

### Dall'incoronazione della Madonna al nuovo santuario del 1962
In seguito alla Grande Guerra, il santuario cadde nello squallore, per la scarsità del clero, chiamato alle armi. Il santuario venne affidato, sempre su iniziativa di Padre Idelfonso Zimarino, monaco di Montevergine ai Padri Benedettini. Infatti lo Zimarino scrisse all'abate di San Giuliano d'Albaro di Genova, il Padre Colombano Cartoni, affinché prendesse in considerazione la causa di Casalbordino, per far rifiorire le tradizioni benedettine abruzzesi di antica data. L'abate Cartoni si accordò col vescovo teatino Monsignor Nicola Monterisi, e così il 17 dicembre 1925 si dette delibera per la costruzione di un monastero annesso al santuario. Il progetto fu affidato all'ingegnere Odero di Genova, la prima pietra fu posta nel 1926, successivamente subentrò l'architetto Lorenzo Chiaraviglio, che costruì il nuovo campanile sopra la vecchia torretta, una torre poderosa a pianta quadrangolare, di 40 metri, con le finestre ad oblò per le campane, completata nel 1939; la prima pietra fu simbolicamente presa dai ruderi della vicina abbazia di Santo Stefano in Rivomaris, a guardia della costa casalese.

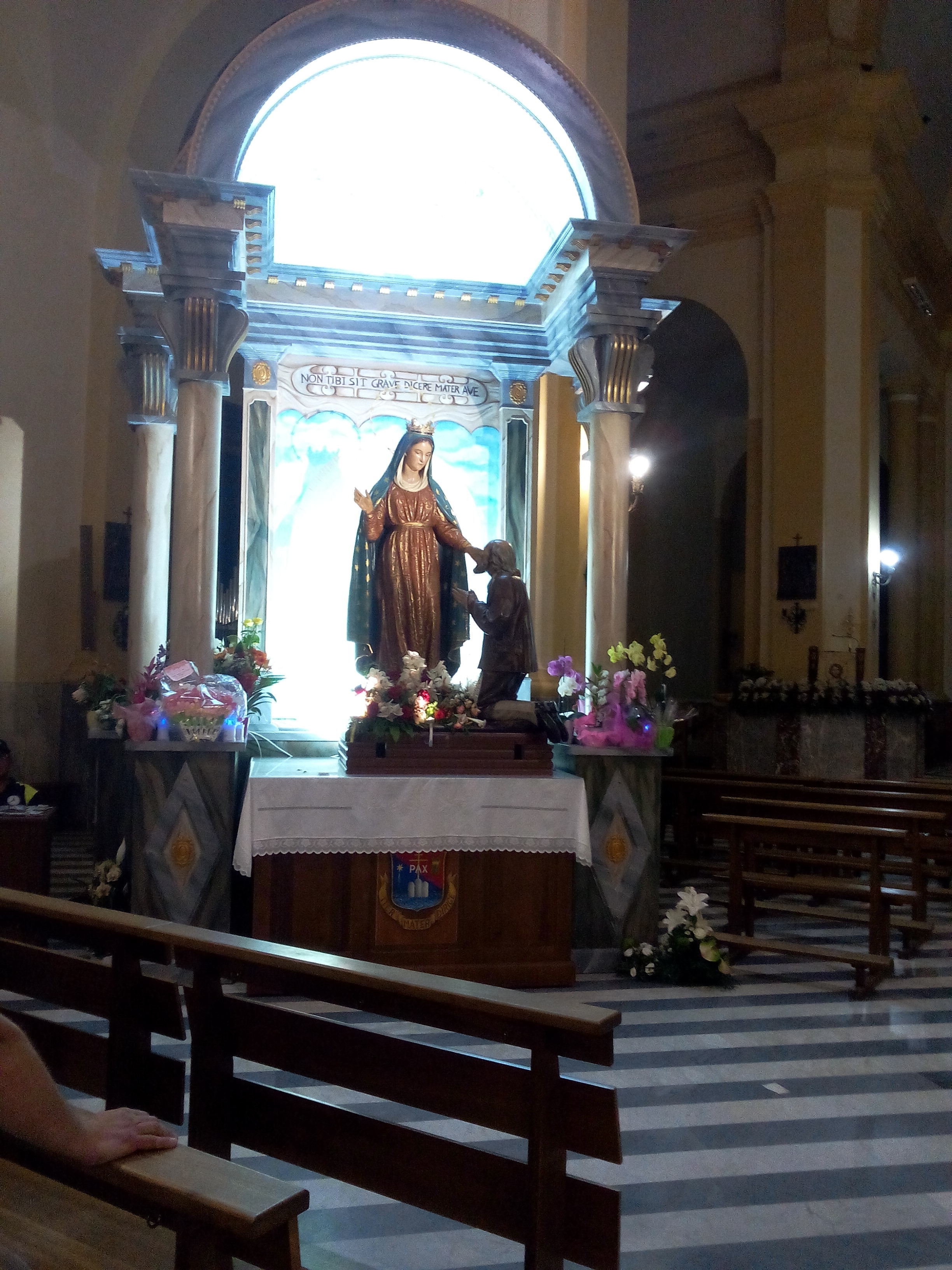
Statua processionale della Madonna e il contadino Alessandro Muzii

Il bombardamento alleato del 24 novembre 1943 danneggiò il santuario del Torresi, che manteneva ancora l'impianto a croce greca del 1824. Per riparare l'edificio, si pensò di costruirne uno più grande, dato che l'affluenza dei pellegrini era tornata  a farsi risentire. Il nuovo architetto incaricato del progetto fu Giuseppe Zamboni di Bologna: i lavori iniziarono il 23 luglio 1951, si scavarono le fondamenta, il 29 del mese Monsignore Giovan Battista Bosio, vescovo di Chieti, officiava il rito di benedizione della posa della prima pietra. Il 9 agosto 1954 dopo un esame effettuato dal Prof Terenzio Quirico Barbone dei Frati Minori, il quadro storico della Madonna veniva tolto dall'altare, e portato nel monastero. L'immagine infatti necessitava di urgente restauro, gravata dagli anni, e dalle piogge e le intemperie per il danneggiamento del santuario durante la guerra. Oggi un dettagliato percorso espositivo si trova nella cripta del santuario, con fotografie storiche,e  si può vedere come nell'affresco fosse caduta in più punti la pittura originaria, mutilando gravemente l'icona della Madonna. I lavori di ripittura furono eseguiti il 29 agosto 1954, e l'effigie veniva ricollocata nell'altare, anche se tale pittura si è dimostrata molto pesante e invasiva nei confronti dell'antico affresco.
Il 28 maggio 1961 un decreto del Capitolo Vaticano concedeva dopo l'autorizzazione del 1899, la celebrazione della solenne Incoronazione della Madonna, il 12 agosto 1962, prima della celebrazione, l'icona  della Madonna con la relativa statua, veniva portato in trionfo presso Casalbordino. Dopo i solenni festeggiamenti, la notte, accompagnata dalle fiaccole, l'icona votiva tornava al santuario per la benedizione e l'incoronazione, con un diadema porporato fulgente di 25 gemme preziose, precedentemente benedetto a Roma da papa Giovanni XXIII. Dentro il santuario, l'icona veniva definitivamente collocata nel nuovo altare monumentale alto 12 metri. Il santuario venne ufficialmente consacrato nel 1962, ricostruito daccapo con uno stile pseudo antico, neorinascimentale per l'esattezza, e un impianto longitudinale a tre navate, con due cappelloni laterali e una cripta sotto l'altare
Nel Settembre 1998 venne benedetto il nuovo altare di S. Michele con l’installazione della statua del Santo ai cui piedi è posta una roccia proveniente da Monte Sant’Angelo. L’altare in bronzo rappresenta nel paliotto le alleanze stipulate tra Dio e gli uomini nel corso della storia della salvezza: Noè e l’Arca, Mosè e le tavole della Legge e l’Ultima Cena.
Nel 1986 risale la costruzione della piazza semicircolare antistante su progetto di Filomena Fiadino. Del 1988 risale il portale in bronzo, realizzato da Giuseppe Madonna, con al centro una raffigurazione dell'Apparizione della Madonna ad Alessandro Muzio e quindici formelle raffiguranti i misteri del Rosario. Del 1990 è il portale destro realizzato da Antonio di Spaltro di Vasto. Il portale destro consta di 8 formelle raffiguranti la vita di san Benedetto. Del 2001 è l'ingresso con l'arco monumentale.
Nell'aprile 2010 papa Benedetto XVI ha elevato la chiesa alla dignità di basilica minore.

## Descrizione

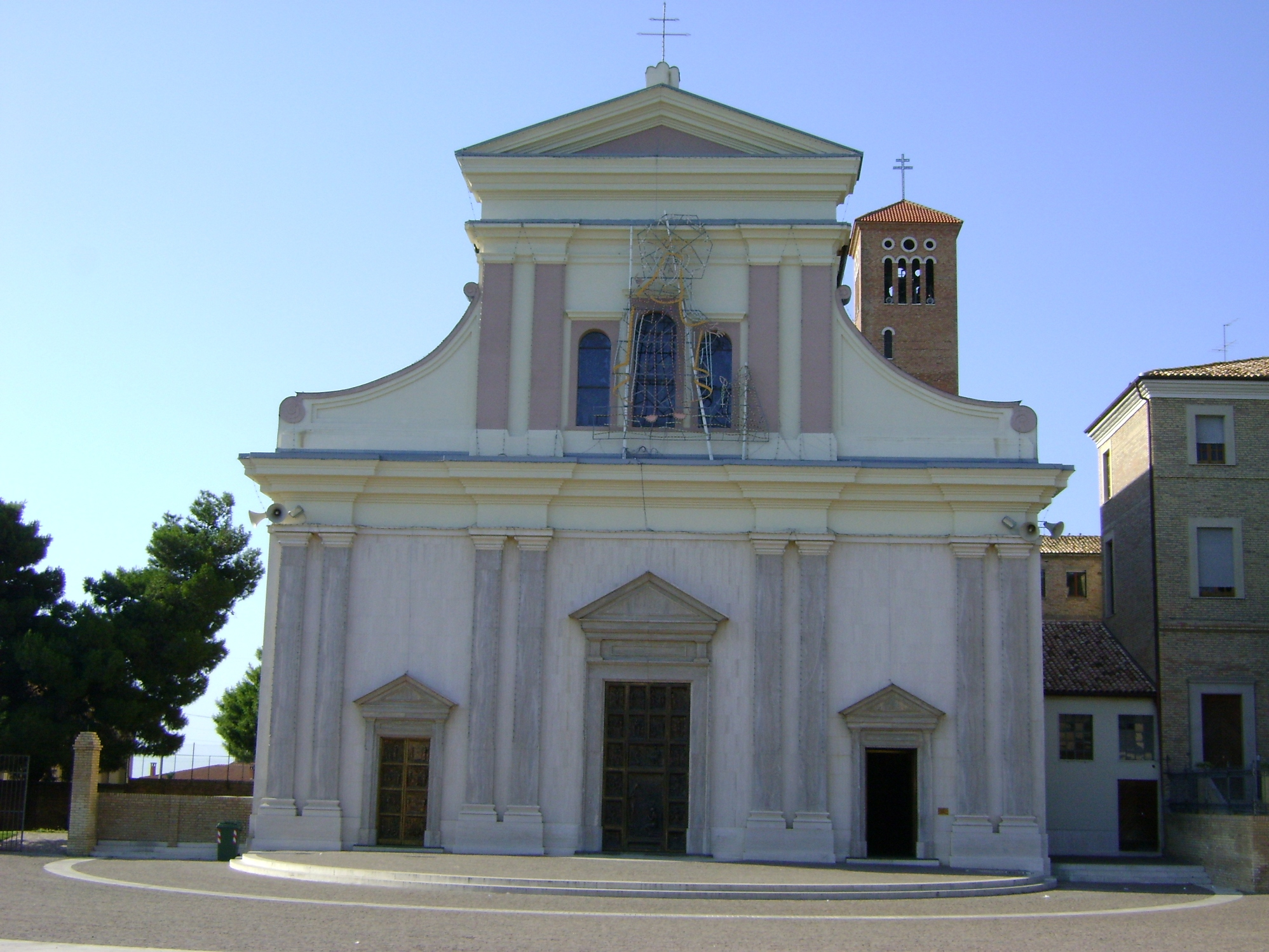
Facciata

Grazie a fotografie storiche, è possibile veder ricostruita la storia architettonica del santuario, dal progetto del 1824 di Giacomo Torresi di Canosa, sino a quello nuovo del 1962. Il progetto nuovo dello Zamboni prevedeva un impianto a croce greca, con i corpi aggettanti, la facciata molto semplice, caratterizzata da un nartece ad arcate a tutto sesto, sovrastate dalla facciata con finestrone centrale. Il campanile sorgeva sul retro, una piccola torretta quadrata, e al centro si innalzava la cupoletta senza tamburo, sovrastata dalla calotta.
Gli interni erano semplici, solo il tabernacolo era decorato a stucco, con l'Immagine della Vergine. L'apparato decorato della cupola e dell'altare era di Nicola De Arcangelis di Lanciano.
Negli anni '20, '30, dietro il santuario sorgeva il monastero attuale, realizzato in laterizio con mattoni a vista, a pianta rettangolare. Nel 1939 il vecchio campanile veniva abbattuto, e ricostruito daccapo, a pianta quadrangolare e in forme più monumentali. Il nuovo santuario sorse tra il 1956 e il 1962 perché le bombe della guerra avevano sfondato la facciata e parte del soffitto: si procedette per abbattimento della facciata e delle pareti laterali, nonché del presbiterio centrale con la cupola, lasciando il campanile in piedi, e l'altare maggiore. In fotografie visibili anche nella mostra permanente della storia della basilica nella cripta, è possibile vedere come la facciata fosse in ricostruzione, insieme alla cupola con tamburo e calotta più innalzata rispetto alla cupoletta schiacciata precedente. Il capo altare fu completato per ultimo nel 1962, realizzato in marmi policromi con doppie colonne monumentali a capitello, che sorreggono il tempietto architravato, con al centro l'icona votiva.

### Facciata
La facciata è ispirata in parte alla basilica di Santa Maria Novella di Firenze, con la base divisa dal resto del corpo da cornicione marcapiano, e ripartira verticalmente in tre settori da quattro coppie di colonne a capitello ionico, con tre portali architravati, di cui il maggiore è quello centrale; oltre il cornicione la facciata si restringe al solo corpo centrale, con due coppie di colonne ioniche che inquadrano tre finestre centrali ad arco a tutto sesto, di cui sempre il finestrone maggiore è quello centrale, per terminare con l'architrave a timpano triangolare. La cupola sorge al centro del transetto.
Il campanile è stato leggermente modificato nelle arcate, non più a oblò, ma con ordine di quattro finestrelle per lato molto strette e allungate, ad arco a tutto sesto. L'interno è a tre navate, con le volte a botte lunettate, scandite da pilastri quadrati con archi a tutto sesto; oltre alla trabeazione perimetrale, e all'arco trionfale, non ci sono particolari elementi decorativi, ma tutto è volto a caratterizzare la forma geometrica e la prospettiva, così come nell'architettura rinascimentale. Due grandi cappelle laterali accolgono l'Immacolata e il Sacro Cuore di Gesù, mentre la statua processionale della Madonna si trova nella cripta sotto l'altare, provvista di una piccola aula per la preghiera e l'altare.
L'attiguo monastero è accessibile da un portale pseudo romanico con lunetta decorata da mosaico, si sviluppa nell'edificio principale e nel chiostro quadrangolare che rievoca quelli degli antichi monasteri medievali, con il porticato a doppie colonnine, e scansione delle volte in campate.
Il piazzale Giovanni XXIII è stato riqualificato negli anni '80, con un disegno geometrico, due edifici che creano una quinta scenica per l'accesso principale, provvisti della Banca dei Benedettini, delle poste, e di un chioschetto per i pellegrini. Più recente è un monumentale arco di trionfo scenografico, a pianta quadrata.

### Interni
I portali sono in bronzo, quello centrale è istoriato nelle formelle laterali con scene della vita di Maria, e il Miracolo di Casalbordino ritratto nella forcella grande, opera dello scultore Giuseppe Madonna di Lama dei Peligni.
L'interno è in stile neorinascimentale, a tre navate con volte a botte lunettate, la navata centrale è più spaziosa. Non vi sono quadri o pitture, si conservano nei btacci del transetto delle statue del Sacro Cuore e della Vergine Immacolata. L'altare maggiore è a tabernacolo in colonne di marmo pompeiano, che incassano l'Immagine sacra della Madonna, restaurata dai vari strati di pittura che di intercorsero nei secoli.
Presso la cripta si trova un vestibolo con dei pannelli che illustrano la storia del santuario; a seguire una cappella sotterranea con il gruppo scultoreo della Madonna Addolorata col Cristo morto, e l'altare con la statua processionale della Madonna che appare al contadino Muzio, di fabbrica leccese.

## Apparizione della Madonna

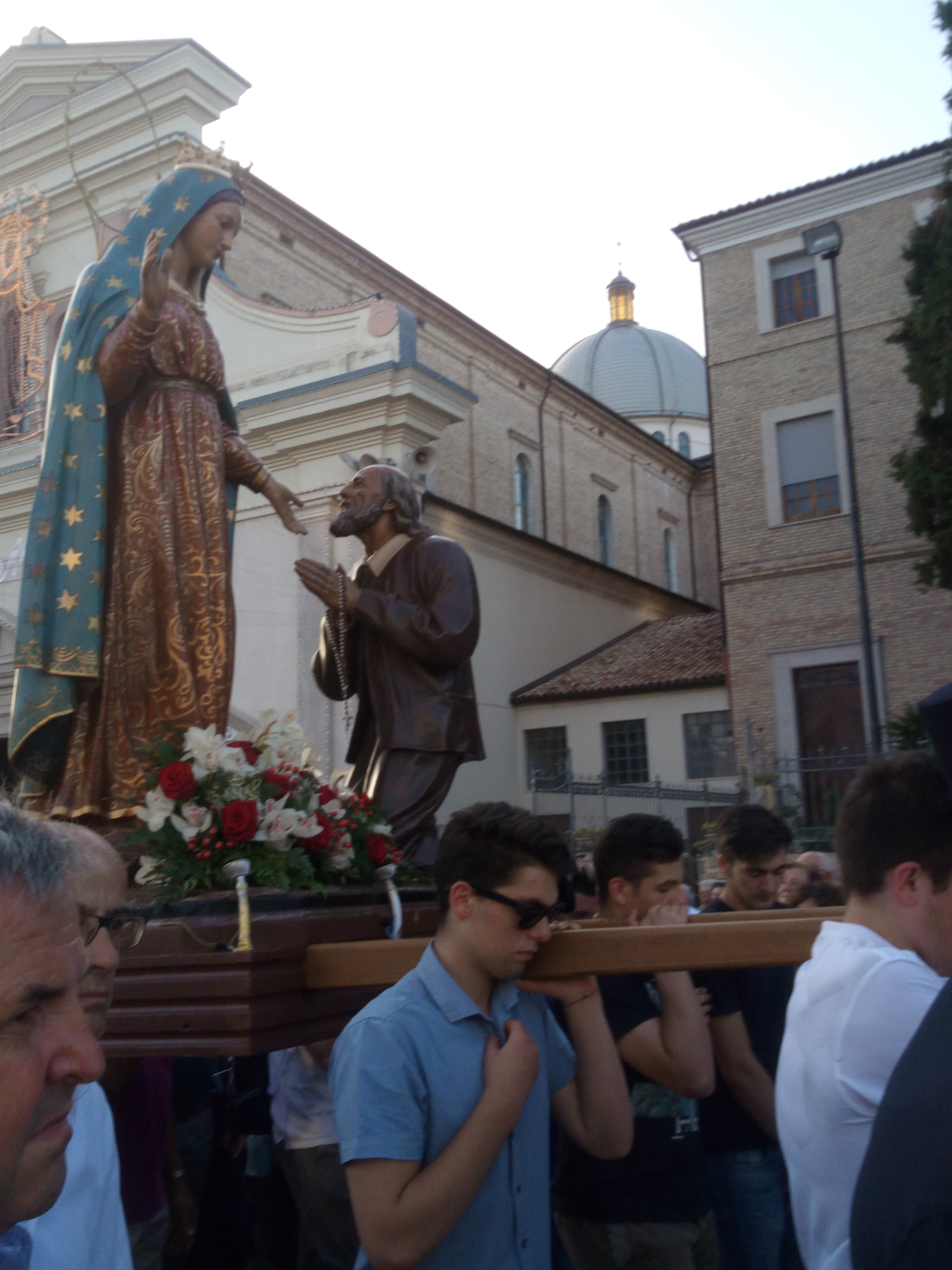
Statua della Madonna e del miracolato portata a spalle per la processione

L'11 giugno 1576 si sarebbe verificata un'apparizione mariana al contadino Alessandro Muzio di Pollutri, che si era recato nella località Piano del Lago per constatare i danni di una grave alluvione. Recitando il rosario, udì suonare la campana della chiesa parrocchiale del paese, annunciante la consacrazione dell'Eucaristia. La Madonna gli sarebbe apparsa spiegando che l'alluvione era stato mandata dal Cielo come monito contro i peccati, risparmiando però il suo campo. Lì dunque fu costruita una cappella votiva, già trasformata in piccola chiesa nel 1614 per accogliere i frequenti pellegrinaggi. Il 10 e l'11 giugno di ogni anno, presso il santuario, si celebra con festeggiamenti la ricorrenza dell'evento.

## La biblioteca interna
La biblioteca fu fondata nel 1929 circa ed aperta al pubblico solamente nel 2004. La biblioteca consta di una sezione moderna composta da 50000 libri con le seguenti tematiche: teologia, esegesi, patristica, storia della chiesa e storia generale, dogmatica morale, spiritualità, diritto canonico, catechesi, ecumenismo, monastica, letteratura italiana e straniera e geografia ed una sezione antica con 5000 volumi stampati tra il XVI ed il XVIII secolo tra cui un corale miniato del 1507. La sezione antica consta di un pregevole arredo in legno d'epoca.

## Processioni al Santuario nell'arte

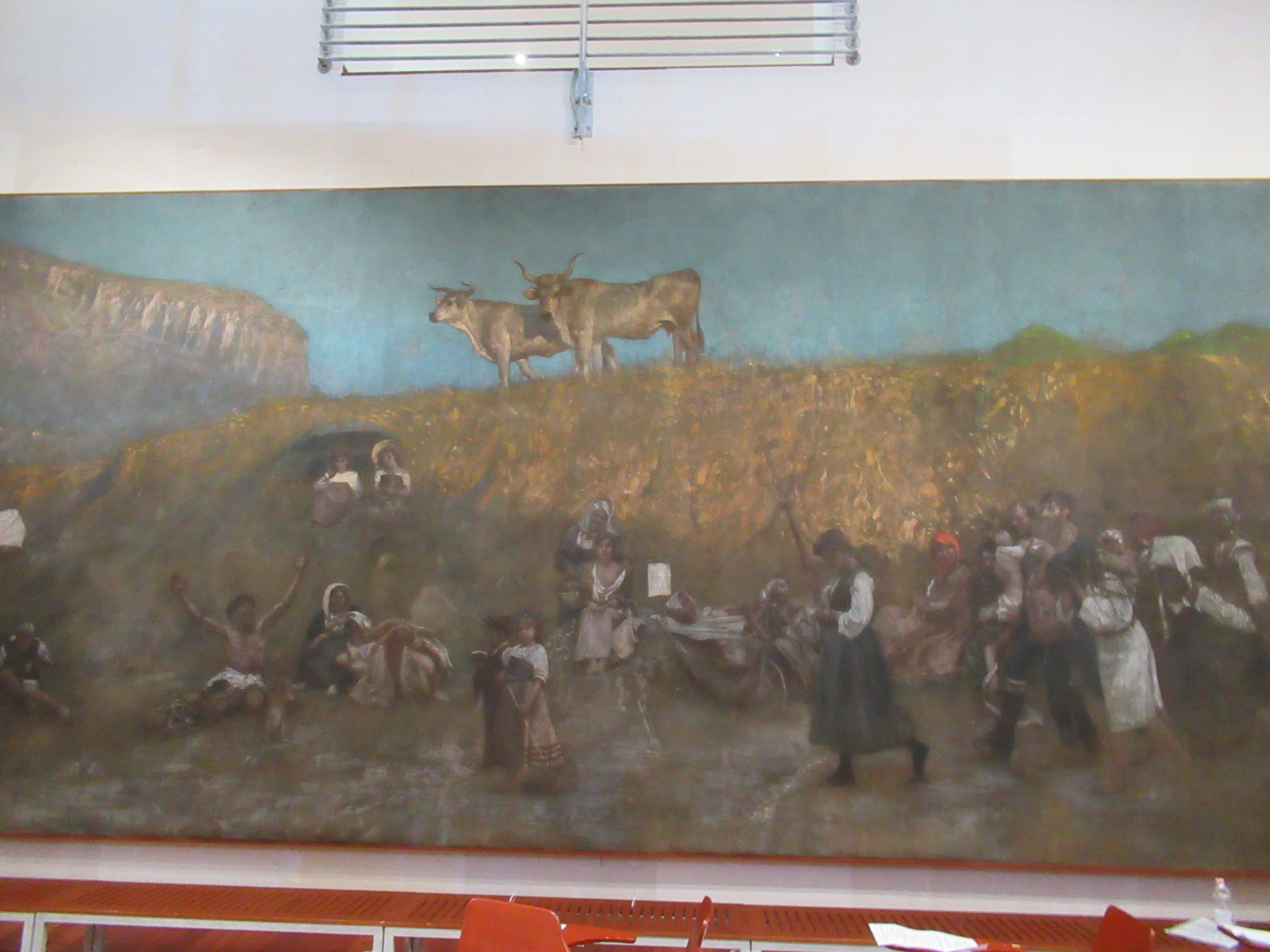
Gli storpi, quadro dipinto fa Francesco Paolo Michetti raffigurante il pellegrinaggio a Casalbordino

- Nel romanzo del 1894 Il trionfo della morte, Gabriele D'Annunzio descrive il santuario come meta obbligatoria dei pellegrini locali e di Fossacesia. La descrizione decadentista ne fa un ricettacolo di mistero e di terrore perché il protagonista Giorgio vi porta la fidanzata Ippolita per farle conoscere le brutture della gente contadina della sua terra natia.

D'Annunzio descrive una messa in onore della Madonna apparsa a Casalbordino e successivamente passa alla rassegna degli ammalati e delle prostitute che con lamenti entrano in chiesa, implorando con forza selvaggia il perdono e la grazia. D'Annunzio stesso nel 1889 visitò il santuario, vicino a Pescara, per presentare ispirazione dalle scene di pietà che si consumavano all'ordine del giorno, e in particolare in giugno.
- Un dipinto a tempera su tela di circa  10 m di lunghezza e 4 m d'altezza, intitolato Pellegrinaggio a Casalbordino (o gli Storpi)[6],  presentato da Francesco Paolo Michetti alla Esposizione Universale di Parigi del 1900 e attualmente conservato al Museo Michetti a Francavilla al mare, descrive  la processione degli storpi che si svolgeva all'epoca a Casalbordino, soffermandosi sui particolari pietosi dei protagonisti, delle loro piaghe e delle loro sofferenze mentre due buoi, simboleggianti l'indifferenza della natura per le sofferenze umane, sovrastano imperturbabili la scena.